# Трамвай Тусона
Трамвай Тусона (англ. Sun Link) — трамвайна лінія в місті Тусон, Аризона, США.

## Історія
Перші електричні трамваї на вулицях міста з'явилися 1 червня 1906 року, та вже 31 грудня 1930 всі лінії були закриті. Всі маршрути громадського транспорту стали обслуговуватися лише автобусами. У середині 1980-х була створена некомерційна організація мета якої була повернення трамвая на вулиці міста. 17 квітня 1993 року відкрилася невелика туристична лінія, що обслуговувалася історичними трамваями. Туристична лінія мала довжину 1,6 км.

## Сучасна лінія
Лінія частково використовує маршрут туристичного трамваю що працював в місті з 1993 по 2011 рік. Будівництво сучасної лінії почалося у квітні 2012 року, основні будівельні роботи були завершені до кінця 2013 року, ще приблизно пів року тривало тестування лінії та рухомого складу. Лінію обслуговують трисекційні трамваї, що розраховані на перевезення до 156 пасажирів, та максимальну швидкість до 70 км/г. Через спекотний клімат міста трамваї обладнані потужними кондиціонерами.
Лінія починається біля лікарні Університету Аризони та прямує на захід, проходить біля стадіону та прямує до центру міста. Центральна частина лінії проходить вздовж основних пам'яток та визначних будівель міста, таких як Собор святого Августина, головна бібліотека міста та залізничний вокзал де можливо пересісти на потяги Amtrak. В центрі міста колії лінії розділяються, вони прокладені на сусідніх паралельних вулицях, закінчується лінія в районі Меркадо. Всього на лінії 17 зупинок.

## Режим роботи
Лінія працює по буднях з 7:00 до 0:00, у суботу з 8:00 до 0:00 та у неділю з 8:00 до 20:00. Інтервал руху на лінії по буднях починається від 10 хвилин у годину пік та збільшується до 15 рано вранці та пізно ввечері. У вихідні дні суттєво збільшується, від 15 хвилин у суботу до 20-30 хвилин у неділю.

## Галерея

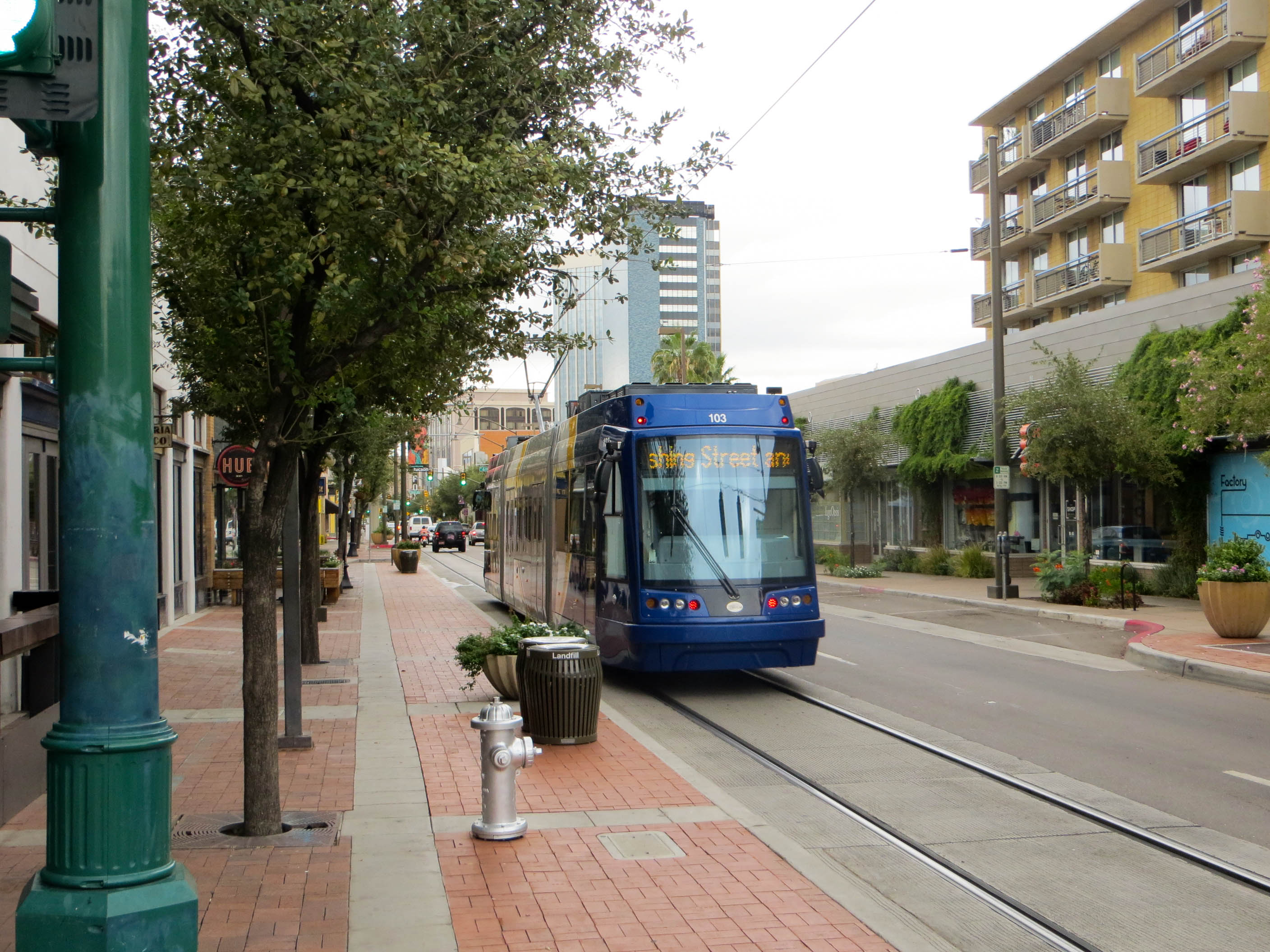
Трамвай на одноколійні ділянці
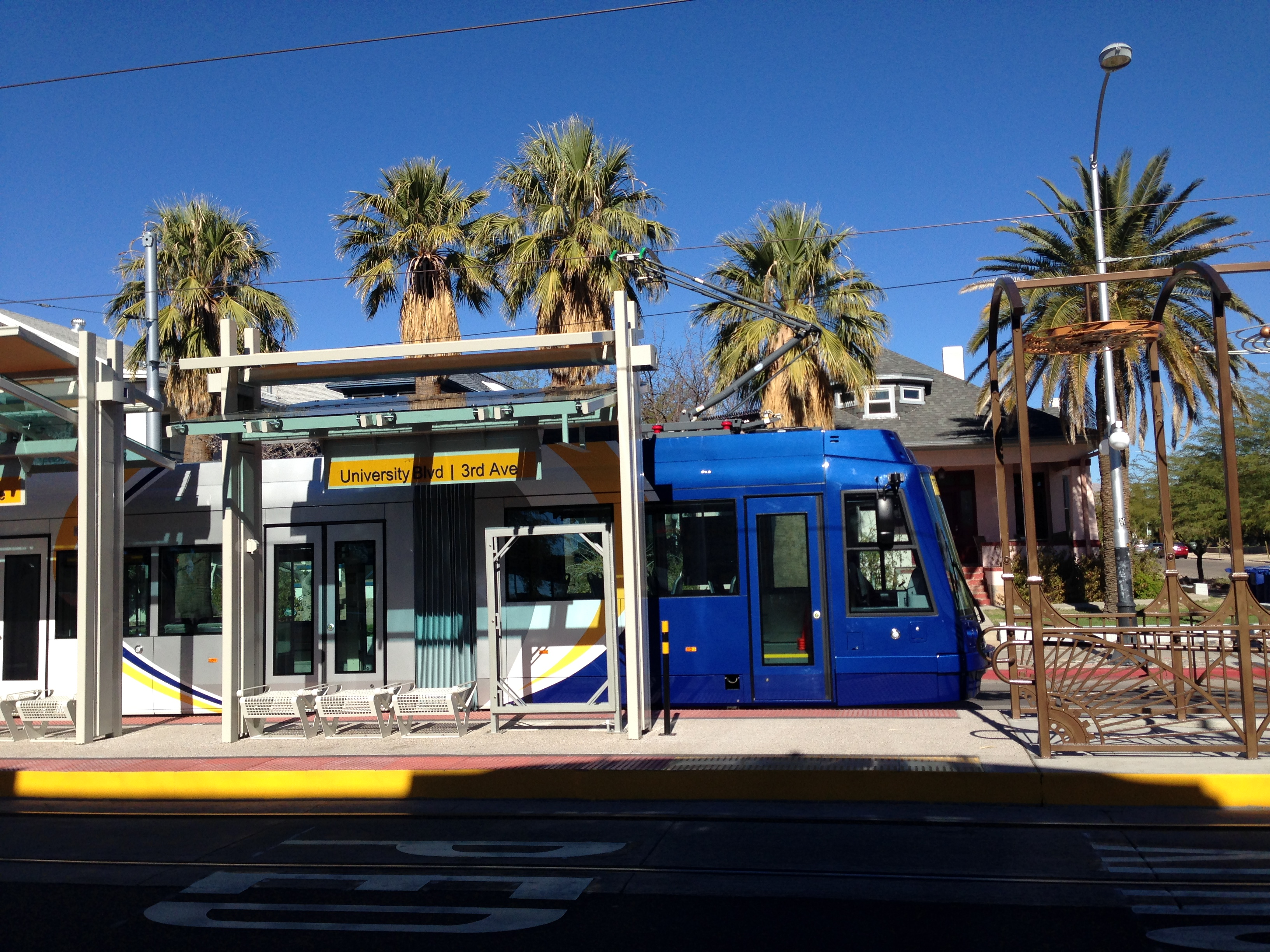
Трамвай на зупинці під час тестової експлуатації